# David Adams (musicus)
David Adams (Dublin, ca. 1960) is een Iers organist en dirigent.

## Levensloop
Adams begon zijn muzikale opleiding in het koor van de kathedraal Saint Patrick in Dublin, onder de leiding van organist W.S. Greig.  Hij studeerde verder orgel in de kathedraal en in Trinity College, waar hij ook algemene muziekvakken studeerde.  Met Duitse en Nederlandse beurzen kon hij verder studeren in Freiburg bij Ludwig Doerr en in Amsterdam bij Piet Kee en Ewald Kooiman. Hij nam deel aan orgelwedstrijden en werd bij herhaling laureaat. In 1985 behaalde hij de Vijfde prijs in het internationaal orgelconcours van Brugge, in het kader van het Festival Oude Muziek. Hij won ook prijzen in Speyer en Lüneburg. In 1986 werd hij de eerste winnaar in het nieuwe Dublin International Organ Competition. Hierna begon hij internationaal te concerteren. Hij doceerde tevens in Freiburg, Berlijn en Den Haag.
Na dertien jaar kwam hij naar Ierland terug en ging met zijn vrouw en vier kinderen in Dublin wonen. Hij werd organist van Christ Church Taney en muziekdirecteur van Trinity College Chapel.  Hij doceert ook aan het Muziekconservatorium.
Omwille van zijn ruime ervaring als solo concertant, begeleider en dirigent, is hij betrokken bij een groot aantal muzikale projecten, zowel in Ierland als in het buitenland, en zowel voor oude muziek als voor hedendaags werk.